# Carly Oates
Carly Alyn Oates (* 28. November 1984 in Granada Hills, Kalifornien) ist eine US-amerikanische Schauspielerin und Model.

## Leben
Oates begann 1993 im Drama-Film Painted Desert ihre Schauspielkarriere. Kurze Zeit später, hatte sie ihre erste Theater Rolle als Tochter einer Alkoholkranken im Bühnenstück Peggy’s Shadow. 2009 spielte sie sich selbst als Model, in James Roddy’s Kurzfilm Sol und hatte ihren ersten Fernsehauftritt im Laufe des Jahres, in der Comedy-Serie Twenty Something.
2011 stand sie in Bears Fonté Psycho-Thriller iCrime, als die taffe Velouria vor der Kamera und kurz darauf, folgte ihre erste Hauptrolle als Regina Stevens in dem biografischen Horror-Drama Film Pretty Dead. Es folgte ein Gastauftritt in der Science-Fiction Komödien Serie Guides, in der Rolle als Koric.

### Privates
Oates leidet unter der Zöliakie-Krankheit. Seit Februar 2009 steht sie zudem gelegentlich als Model in Los Angeles vor der Kamera. Neben ihrer Model- und Schauspielkarriere leitet sie ein Non-Profit Comfort Zone Camp für Halbwaisen. Carly Oates lebt in Van Nuys.

## Filmografie
- 1993: Painted Desert
- 2009: Twenty Something (Fernsehserie, eine Folge)
- 2009: Sol (Kurzfilm)
- 2012: Actor’s Day in LA (Fernsehserie, eine Folge)
- 2012, 2014: Guides (Fernsehserie, zwei Folgen)
- 2013: Pretty Dead